# A majmok bolygója 3. – A menekülés
A majmok bolygója 3. – A menekülés (eredeti cím: Escape from the Planet of the Apes) a Majmok bolygója-pentalógia harmadik epizódja, mely 1971-ben került a mozikba. Szemben az előző két résszel, melyek a távoli jövőben játszódnak, ez az epizód az 1970-es évek Amerikájában játszódik, és nem kevés társadalomkritikát is tartalmaz. Megkísérel rávilágítani olyan problémákra, mint a rasszizmus, társadalmi hovatartozás, állatkísérletek, politikai csatározások, az atomháborútól való félelem, és a nők jogai.

## Cselekmény
Az előző rész úgy ért véget, hogy a Föld megsemmisült egy kobaltbomba felrobbantása által a majmok által uralt távoli jövőben. Három csimpánz: Cornelius, Zira, és Dr. Milo kiemelik a vízből azt az űrhajót, amellyel Taylorék érkeztek az első részben. Rendbe teszik, és a pusztulás elől elhagyják a Földet. A bomba által keltett rezgéshullámok hatására azonban egy időkapu nyílik, melyen keresztül visszajutnak a XX. századba, egész pontosan 1973-ba.
Valahol az Egyesült Államok nyugati partvidékén csapódnak be, s a becsapódás hírére a helyszínre érkező hadsereg elképedve tapasztalja, hogy Taylorék űrhajójából űrruhás majmok másznak elő. Elfogják őket és vizsgálatoknak vetik alá, majd a los angelesi állatkertbe viszik őket. Két tudós, Dr. Stephanie Branton és Dr. Lewis Dixon vizsgálják őket, de Dr. Milo javaslatára úgy döntenek, nem hozzák az emberek tudomására, hogy tudnak beszélni, sem azt, hogy az emberi civilizáció a majmok elleni háborúban pusztult el. Zira azonban egy kísérlet során nem tudja tűrtőztetni magát és dühösen megszólal, pillanatokkal később egy ettől megvadult gorilla végez Dr. Milóval. Lewis és Stephanie meggyőzik őket, hogy nincs rossz szándékuk és egyenlőnek tekintik őket, amivel elnyerik a bizalmukat.
Eközben az amerikai kormány részéről összeül egy stáb, és elrendelik, hogy indítsanak vizsgálatot, hogyan kerültek majmok Taylorék űrhajójába. Beidézik őket a bizottság elé, ahol általános elképedésre elkezdenek beszélni. A tanács kérésére sem hajlandóak válaszolni arra a kérdésre, hogy mi történt Taylorral. Azt azonban elmesélik, hogy a jövőből érkeztek, ahol az atomháború elől menekültek. A kormányzat barátságos fogadtatásban részesíti őket, Cornelius és Zira pedig később bevallják Stephanie-nak és Lewisnak, hogy igenis ismerték Taylort, és elmesélik, hogyan bántak az emberekkel a majmok a jövőben és miért is semmisült meg a Föld. Mindketten megdöbbennek ezen, de továbbra is segítőkésznek mutatkoznak, noha óvatosabbak lesznek.
A csimpánzok igazi sztárok lesznek, mindenki kedveli őket. Egyedül az időugrás elméletének kidolgozója, Dr. Otto Hasslein gyanakszik, és halálra rémül, amikor megtudja, hogy Zira teherbe esett. Kétségbeesik, hogy ez esetleg az emberi faj végét jelentheti. Leitatja Zirát, aki ennek hatására részleteket mesél el a jövőről, s ez baljós előérzetet kelt Hassleinben. Felveszi magnóra, amit mond, és azt lejátszva a bizottság előtt eléri, hogy helyezzék szigorúbb megfigyelés alá a majmokat. Hasslein később Corneliusszal is elbeszélget arról, hogy lett ilyen tragikus a jövő. Cornelius szerint az emberi faj saját magának okozta a vesztét, akik felett aztán átvették az uralmat a majmok, és végül a majmok agressziója volt az, ami miatt egy ember által alkotott fegyver elpusztította a bolygót. Zira azt is elmondta, hogy a gorillák kezdték a háborút, az orangutánok támogatták őket, de a csimpánzok egyáltalán nem akartak ártani az embereknek. Hasslein azt gyanítja, hogy nem mondták el a teljes igazságot.
Zira az első meghallgatás alkalmával véletlenül elszólta magát, hogy embereket boncolt fel kísérletezései közben. Ezen a szálon elindulva igazmondó szerrel itatja meg Zirát, aki mindent elmesél neki a jövőről és azt is elmondja, hogy valóban ismerte Taylort. Zirát és Corneliust is lefogják, az elnök pedig elrendeli a születendő gyermekük megölését, és hogy mindkettejüket sterilizálják. Cornelius és Zira szembesülnek azzal, hogy most ugyanúgy bánnak velük, mint ahogy Taylorral bántak ők. Amikor aztán ételt hoznak nekik, és a felszolgáló a születendő gyermeküket kismajomnak nevezi, Cornelius elveszti a fejét, és véletlenül megöli az illetőt. Hasslein fel akarja használni ezt ellenük, mint a jövő veszedelmének jelét, és a kivégzésüket követeli, de az elnök szerint őket is megilleti a tisztességes eljárás joga. Mindenesetre Corneliusnak és Zirának menekülnie kell. Stephanie és Lewis segítségével egy vándorcirkusz tulajdonosa, Armando fogadja be őket, akinél egy Heloise nevű csimpánznak éppen most született kölyke. Nemsokára megszületik Cornelius és Zira fia, Milo is, akit elhunyt társuk emlékére neveznek el. Hasslein a nyomukban járva valamennyi cirkuszt és állatkertet átkutattat, így Armando sürgetésére menniük kell. A tervük az, hogy Los Angeles kikötőjében bújkálnak, aztán amikor tiszta a terep, visszamennek Arnandóhoz, aki Floridába viszi őket. Cornelius kap egy pisztolyt is tőlük, miután eltökélte magát, hogy nem akar az üldözőik kezére kerülni élve.
Hasslein hidegvérrel lelövi Zirát, amiért az nem hajlandó neki átadni gyermekét, majd a bébit is megöli. Cornelius végez ugyan Hassleinnel, de egy tengerészgyalogos őt is lelövi.
Azt azonban senki nem tudja, hogy Zira, Armando tudtával, kicserélte a gyermeket a másik csimpánzbébire, aki így a cirkuszban biztonságban nevelkedhet, és szemmel láthatóan beszélni is tud.

## Szereplők
| Szerep                | Színész           | Magyar hang         |
| --------------------- | ----------------- | ------------------- |
| Cornelius             | Roddy McDowall    | Varga T. József     |
| Zira                  | Kim Hunter        | Kiss Erika          |
| Dr. Lewis Dixon       | Bradford Dillman  | Háda János          |
| Dr. Stephanie Branton | Natalie Trundy    | Lengyel Kati        |
| Dr. Otto Hasslein     | Eric Braeden      | Bognár Zsolt        |
| Elnök                 | William Windom    | Balázsi Gyula       |
| Dr. Milo              | Sal Mineo         | Juhász Tóth Frigyes |
| Bizottsági elnök      | John Randolph     | Melis Gábor         |
| Winthrop tábornok     | Harry Lauter      | Uri István          |
| Armando               | Ricardo Montalbán | Papp János          |

## Forgatás
Annak ellenére, hogy az előző epizód végén elég határozott lezárást kapott a történet, a 20th Century Fox szeretett volna még egy folytatást. Ennek érdekében a forgatókönyvírók kitalálták azt a csavart, hogy az előző két film csimpánz-főszereplői, Cornelius és Zira egy tudós-szerű társukkal együtt megjavították Taylorék elsüllyedt űrhajóját és azzal hagyták el a Földet. Paul dahn forgatókönyvíró még Pierre Bouille-lal, a regény írójával is konzultált annak érdekében, hogy a korábbiakhoz hasonló szatirikus elemek is a történet részei legyenek. A költségvetés kisebb lett, miután már nem kellett annyi színészt majomnak maszkírozni, és emiatt rohamtempóban, mindössze hat hét alatt be is fejezték a filmet.
Dehn ötlete volt a film végi üldözés is, valamint néhány rejtett bibliai utalás, amikor például az elnök nem hajlandó megöletni egy újszülöttet. A Zirát játszó Kim Hunter örült neki, hogy a karakterét megölték a filmvásznon,mert már ő sem szeretett volna több folytatást. A barátságos forgatási környezet ellenére ő és Roddy McDowall kissé magányosnak érezték magukat, ugyanis ők voltak az egyetlenek, akiket jelmezbe öltöztettek.

## Fogadtatás
A kritika alapvetően jól fogadta a filmet, jobban, mint a második részt, ugyanakkor egyesek szerint nem volt eredeti és túl szentimentálisra sikeredett.

## Fordítás
- Ez a szócikk részben vagy egészben  az   Escape from the Planet of the Apes című angol Wikipédia-szócikk ezen változatának fordításán alapul.  Az eredeti cikk szerkesztőit annak laptörténete sorolja fel. Ez a jelzés csupán a megfogalmazás eredetét és a szerzői jogokat jelzi, nem szolgál a cikkben szereplő információk forrásmegjelöléseként.